# 佐藤信介
佐藤信介（日语：／ Satō Shinsuke，1970年9月16日—），日本男性電影導演、動畫導演、編劇、遊戲製作人。出身於廣島縣比婆郡東城町森（現原市東城町森）。

## 經歷
佐藤信介先後在庄原市立八幡中學（現庄原市立東城中學）、廣島城北高等學校，當了一年浪人後，從武藏野美術大學畢業。
1994年就讀於武藏野美術大學期間，他與河津太郎共同創立了Angle Pictures，並於2011年12月將公司註冊成立。
其導演處女作是《寮內嚴肅》，該片榮獲1994年皮亞電影節（PFF94）大獎。
自從擔任導演以來，他一直專注於原創故事，但他第一次正式嘗試原著改編的是2008年公開上映的《砂時計》（蘆原妃名子原作）。
他導演的首部動畫作品是Production I.G製作的《棄寶之島：遙與魔法鏡》。
他是繼三池崇史、押井守之後，第三位榮獲2018年加拿大奇幻電影節傑出成就獎的日本導演。
他的父親是家鄉東城町的中學英語老師。最喜歡的殭屍電影是丹·歐班農執導的《芝加哥打鬼》。

## 執導作品

### 電影
- 寮內嚴肅（1996年）
- 月島狂奏（1996年）
- 正門前行（1997年）
- 三原有三（2000年）
- LOVE SONG（日语：LOVE SONG (2001年の映画)）（2001年）—兼 編劇
- 修羅雪姬（2001年）—兼 編劇
- COSMIC RESCUE（日语：COSMIC RESCUE） The Moonlight Generations（2003年）
- 狗狗心事（2005年）—兼 編劇
- 死亡時刻（2006年）
- 砂時計（2008年）—兼 編劇
- 棄寶之島：遙與魔法鏡（2009年）—兼 編劇
- 殺戮都市（2011年）
  - 殺戮都市：完美抉擇（2011年）
- 圖書館戰爭系列（東寶發行）
  - 圖書館戰爭（2013年）
  - 圖書館戰爭 -THE LAST MISSION-（2015年）
- 萬能鑑定士Q -蒙娜麗莎之瞳-（2014年）
- 請叫我英雄（2016年）
- 死亡筆記本：決戰新世界（2016年）
- 犬屋敷（2018年）
- BLEACH 死神代行篇（2018年）—兼 編劇
- 王者天下（2019年）—兼 編劇
  - 王者天下2：縱橫天下（日语：キングダム2 遥かなる大地へ）（2022年）
  - 王者天下3：命運之炎（日语：キングダム 運命の炎）（2023年）
  - 王者天下4：大將軍的歸來（日语：キングダム 大将軍の帰還）（2024年）
- My Hero Academia（暫定名稱）（待定）

### 網路電視劇
- 今際之國的闖關者（2020年12月10日起發佈，Netflix）

## 編劇
- 寮內嚴肅（1996年）
- 月島狂奏（1996年）
- 正門前行（1997年）
- 東京夜曲（日语：東京夜曲）（1997年）
- 炭團與竹輪（日语：たどんとちくわ）（1998年）
- 嘈嘈雜雜下北澤（日语：ざわざわ下北沢）（2000年）
- 三原有三（2000年）
- 向日葵（日语：ひまわり (2000年の映画)）（2000年）
- LOVE SONG（日语：LOVE SONG (2001年の映画)）（2001年）
- 修羅雪姬（2001年）
- Rock'n'Roll Mishin（2002年）
- COSMIC RESCUE The Moonlight Generations（2003年）
- 春之雪（2005年）
- 縣廳之星（日语：県庁の星）（2006年）
- 砂時計（2008年）
- 棄寶之島：遙與魔法鏡（2009年）
- BLEACH 死神代行篇（2018年）[注 1]
- 王者天下（2019年）[注 2]

## 電視劇
- 我，戀愛了。（日语：恋、した。）（1997年）導演（第13、23話）、編劇（第13、15、20、23話）
- LUCKY 7 女王偵探社（2012年）劇本統籌、演出（第1、4、10話）
- 圖書館戰爭 BOOK OF MEMORIES（2015年10月）導演

## 電腦遊戲
- 真·三國無雙MR（OP影片：導演）
- 長劍風暴（OP影片：導演）
- 三國志Online（OP影片：導演）
- 真·三國無雙Online（OP影片：導演）
- 真·三國無雙4 猛將傳（OP影片：導演）
- 真·三國無雙4（OP影片：導演）
- 戰國無雙2（OP影片、遊戲內影片：導演）
- 紅忍 血河之舞（日语：紅忍 血河の舞）（編劇）
- 決戰III（影片監修）

## 電視出演
- 電影達人（日语：映画の達人）（富士電視台）

## 獲獎紀錄
- 棄寶之島：遙與魔法鏡（2009年度）
  - 第33屆日本電影學院獎：最佳動畫片獎[3]
  - 第9屆影片技術獎（日语：映像技術賞）：動畫部門影片技術獎[4]
  - 第14屆加拿大奇幻電影節（英语：Fantasia International Film Festival）：特別獎[5]
  - 第14屆首爾國際動漫節：審査員特別獎[5]
  - 第4屆Expotoons國際動畫電影節：審査員獎[6]
  - 第25屆數位內容大獎（日语：デジタルコンテンツグランプリ）：DCAJ會長獎[7]
  - 第13屆文化廳媒體藝術節動畫部門 審査委員會推薦作品
- 王者天下（2019年度）
  - 第43屆日本電影學院獎最佳導演獎[8]
  - 第44屆報知電影獎導演獎[9]
  - 第10屆日本拍攝地大獎導演獎[10]
- 王者天下4：大將軍的歸來（日语：キングダム 大将軍の帰還）（2024年度）
  - 第48屆日本電影學院獎 最佳導演獎[11]

## 腳註

## 外部連結
- 官方网站 （日語）
- 佐藤信介的X（前Twitter） （日語）
- 佐藤信介 （日語）—allcinema（日语：allcinema）
- 佐藤信介 （日語）—KINENOTE
- Shinsuke Sato在互联网电影资料库（IMDb）上的資料（英文）
- Angle Pictures （日語）